# サンボマスター
サンボマスター（英: Sambomaster）は、日本のスリーピースロックバンド。所属事務所はソニー・ミュージックアーティスツ。レーベルはGetting Better。略称は「サンボ」。

## メンバー
担当楽器の表記など、公式ウェブサイトの「PROFILE」に拠る。
楽曲の作詞・作曲は主にボーカルの山口が担当。レコーディングは基本的に一発録りであることをモットーとしており、山口の感情が高まり"今だ"という時になるまで録音を行わずにレコーディング・スタジオのブース外で何時間も佇み続けることもある。
| 名前                           | プロフィール                      | 担当               |
| ------------------------------ | --------------------------------- | ------------------ |
| 山口隆 （やまぐち たかし）     | 1976年2月8日（49歳） 日本 福島県  | 唄とギター         |
| 近藤洋一 （こんどう よういち） | 1977年6月16日（48歳） 日本 栃木県 | ベースとコーラス   |
| 木内泰史 （きうち やすふみ）   | 1976年8月4日（49歳） 日本 千葉県  | ドラムスとコーラス |

## 来歴
※特記を除いて、公式ウェブサイトの「PROFILE」を典拠に記す。
2000年2月に東洋大学の軽音楽サークルに所属した山口と木内の2人で結成され、のちに近藤が加わり現在のスリーピースとなる。当時はバンド名が無く、候補として「400勝投手」「くるくるパー」などがあったが、4月に高円寺のライブハウスShow Boatで「サンボマスター」の名が付き、同時に初ライブを催した。7月にインディーズアルバム『キックの鬼』を5か月かけてレコーディングする。
2001年4月にアルバム『キックの鬼』を発売する。
2003年7月にオナニーマシーンとのスプリットアルバムである『放課後の性春』でメジャーデビューし、12月に単独で1stアルバム『新しき日本語ロックの道と光』を発売する。全国ツアー中に、木内の自動車から山口と近藤が結成以来使用してきたギターとベースが盗まれ、木内のドラムセットは被害を免れた。
2004年に劇団大人計画を率いる松尾スズキが監督した映画『恋の門』の主題歌に「月に咲く花のようになるの」が採用され、劇中挿入歌として「人はそれを情熱と呼ぶ」「この世の果て」など数曲が用いられた。12月31日にCOUNTDOWN JAPAN 04/05の1万人規模ステージで年越しカウントダウンする。以後COUNTDOWN JAPANに毎年出演している。

### ブレイク後
2005年に、フジテレビ系テレビドラマ『電車男』の主題歌に抜擢された「世界はそれを愛と呼ぶんだぜ」がヒットしたことで知名度を高める。週間オリコンランキングでは2024年現在もサンボマスターの歴代最高位となっている。
エンディングで、終電後の秋葉原駅で撮影された本人出演の映像が用いられた。2005年9月22日放送のドラマ最終回で本編に出演する。10月に公式ファンクラブ「要町ロックンロール」結成。
2007年1月から「新しき日本語ロックキャンペーン2007」と題したイベント『世界ロック選抜』を開始する。最終日の9月1日に両国国技館で、6時間以上約5,000人の観客にそれまでにリリースした全55曲を演奏した。
2010年9月に山口は、福島県出身の松田晋二（THE BACK HORN）、渡辺俊美（TOKYO No.1 SOUL SET）、箭内道彦と4人で猪苗代湖ズを結成する。
2011年3月23日に初のベスト・アルバム『サンボマスター 究極ベスト』を発売し、福島県が最も被害を受けた東日本大震災のチャリティーソング「I love you & I need you ふくしま」を猪苗代湖ズ名義で録音・配信（後にCDリリース）した。12月にビクターエンタテインメント内のレーベル「Getting Better」へ移籍を発表する。
2018年7月に『輝きだして走ってく』がTBS系金曜ドラマ『チア☆ダン』の主題歌に採用される。
2019年12月に新曲『花束』が「ウコンの力」CMソングに起用される。
2020年3月に結成20周年を記念し、キャリア初のトリビュートアルバム『サンボマスター究極トリビュート ラブ フロム ナカマ』を発売する。3月13日に「花束」を、配信限定シングルとして発売する。4月から放送されるテレビ東京系ドラマ『浦安鉄筋家族』のオープニングテーマを担当する。5月6日に上記ドラマの主題歌「忘れないで 忘れないで」を配信限定で公開し、5月22日から2週連続で、過去のライブ映像を配信する。
2021年3月29日よりスタートしたTBS系の情報バラエティ番組「ラヴィット!」のテーマソングとして新曲『ヒューマニティ!』を書き下ろした。楽曲は2021年6月9日にリリースされた。
3人はその後「ラヴィット!」の2022年8月11日放送で『ヒューマニティ!』をテレビで初披露。その後も「ラヴィット!」で楽曲を披露する機会も多く、2023年8月26日に行われた番組イベント「LOVE IT! ROCK 2023」にも出演。『ヒューマニティ!』『輝き出して走ってく』『ロックンロール イズ ノットデッド』を披露した。
2021年11月11日に山口が網膜剥離と診断されたことを公表し、14日に予定されていた福岡の「Zepp Fukuoka」の公演は見合わせとなる。
2023年11月15日にメジャーデビュー20周年記念作品となる約6年ぶりのオリジナルアルバム『ラブ&ピース!マスターピース!』をリリース。同年には第26回「みうらじゅん賞」を受賞した。

## ディスコグラフィ
順位はオリコン週間ランキング最高位。

### シングル

#### CDシングル
|      | 発売日           | タイトル                                          | 順位 | 備考 |
| ---- | ---------------- | ------------------------------------------------- | ---- | --- |
| 1st  | 2004年4月7日     | 美しき人間の日々                                  | 34   | 『スペースシャワーTV』 2004年度4月期 POWER PUSH!                                                                  |
| 2nd  | 2004年7月22日    | 月に咲く花のようになるの                          | 48   | 映画『恋の門』主題歌                                                                                              |
| 3rd  | 2004年12月1日    | 青春狂騒曲                                        | 15   | テレビ東京系アニメ『NARUTO -ナルト-』オープニングテーマ                                                           |
| 4th  | 2005年4月27日    | 歌声よおこれ                                      | 82   | NHK教育『道徳ドキュメント』オープニングテーマ 「カルピスウォーター」CM曲                                          |
| 5th  | 2005年8月3日     | 世界はそれを愛と呼ぶんだぜ                        | 7    | フジテレビドラマ『電車男』エンディングテーマ                                                                      |
| 6th  | 2005年11月2日    | 全ての夜と全ての朝にタンバリンを鳴らすのだ        | 11   | |
| 7th  | 2006年3月15日    | 手紙                                              | 33   | |
| 8th  | 2006年8月2日     | 愛しさと心の壁                                    | 115  | 松竹系映画『花田少年史 幽霊と秘密のトンネル』主題歌                                                               |
| 9th  | 2007年4月18日    | I Love You                                        | 50   | |
| 10th | 2007年7月25日    | very special!!                                    | 84   | 日本テレビ『音楽戦士 MUSIC FIGHTER』7月オープニングテーマ                                                         |
| 11th | 2007年12月12日   | 光のロック                                        | 24   | 映画『劇場版BLEACH The DiamondDust Rebellion もう一つの氷輪丸』主題歌                                             |
| 12th | 2009年6月10日    | 君を守って 君を愛して                             | 34   | テレビ東京系アニメ『BLEACH』エンディングテーマ                                                                    |
| 13th | 2009年11月18日   | ラブソング                                        | 62   | |
| 14th | 2010年2月24日    | できっこないを やらなくちゃ                       | 77   | 日産自動車「セレナ」CMソング TBS系 金曜ドラマ『チア☆ダン』イメージソング JR東日本企業広告CMソング（2018年）       |
| 15th | 2010年12月1日    | きみのキレイに気づいておくれ                      | 45   | フジテレビアニメ『海月姫』エンディングテーマ                                                                      |
| 16th | 2011年2月23日    | 希望の道                                          | 40   | フジテレビドラマ『スクール!!』主題歌                                                                              |
| 17th | 2012年6月13日    | あなたのことしか考えられない                      | 31   | |
| 18th | 2013年6月26日    | ミラクルをキミとおこしたいんです/孤独とランデブー | 29   | |
| 19th | 2014年11月26日。 | 愛してる愛して欲しい                              | 27   | NHK BSプレミアムドラマ『おわこんTV』主題歌                                                                        |
| 20th | 2017年4月12日    | オレたちのすすむ道を悲しみで閉ざさないで          | 23   | |
| 21st | 2018年8月15日    | 輝きだして走ってく                                | 15   | TBS系 金曜ドラマ『チア☆ダン』主題歌 テレビユー福島『ステップ』主題歌。ZERO1のオープニング                         |
| 22nd | 2020年9月9日     | はじまっていく たかまっていく E.P.                | 31   | 「はじまっていく たかまっていく」…テレビ東京系アニメ 『BORUTO-ボルト- NARUTO NEXT GENERATIONS』オープニングテーマ |
| 23rd | 2023年8月4日     | Future is Yours                                   | TBA  | 東宝配給アニメ映画『しん次元! クレヨンしんちゃん THE MOVIE 超能力大決戦 〜とべとべ手巻き寿司〜』主題歌            |

#### 配信限定シングル
|     | 配信日        | タイトル              | 規格                   | 備考                                                                                            |
| --- | ------------- | --------------------- | ---------------------- | ----------------------------------------------------------------------------------------------- |
| 1st | 2020年3月13日 | 花束                  | デジタル・ダウンロード | ハウスウェルネスフーズ「ウコンの力」CMソング Netflixコメディシリーズ『トークサバイバー!』主題歌 |
| 2nd | 2020年5月6日  | 忘れないで 忘れないで | デジタル・ダウンロード | テレビ東京系 ドラマ24『浦安鉄筋家族』主題歌                                                     |
| 3rd | 2021年6月9日  | ヒューマニティ!       | デジタル・ダウンロード | TBS系『ラヴィット!』テーマソング                                                                |
| 4th | 2022年2月23日 | ボクだけのもの        | デジタル・ダウンロード | 映画『Ribbon』主題歌                                                                            |
| 5th | 2024年7月5日  | 自分自身              | デジタル・ダウンロード | フジテレビ系 木曜劇場『ギークス〜警察署の変人たち〜』主題歌                                     |
| 6th | 2024年9月3日  | 稲妻                  | デジタル・ダウンロード | Netflixコメディシリーズ『トークサバイバー! ラスト・オブ・ラフ』主題歌                           |

### アルバム

#### オリジナルアルバム
|      | 発売日         | タイトル                           | 順位 | 備考                                   |
| ---- | -------------- | ---------------------------------- | ---- | -------------------------------------- |
| -    | 2001年4月      | キックの鬼                         | N/A  | 300枚限定の自主制作盤                  |
| -    | 2003年7月2日   | 放課後の性春                       | 85   | オナニーマシーンとのスプリットアルバム |
| 1st  | 2003年12月3日  | 新しき日本語ロックの道と光         | 86   |                                        |
| 2nd  | 2005年1月19日  | サンボマスターは君に語りかける     | 5    |                                        |
| 3rd  | 2006年4月12日  | 僕と君の全てをロックンロールと呼べ | 8    |                                        |
| 4th  | 2008年1月23日  | 音楽の子供はみな歌う               | 31   |                                        |
| 5th  | 2010年4月21日  | きみのためにつよくなりたい         | 18   |                                        |
| 6th  | 2012年7月11日  | ロックンロール イズ ノットデッド   | 11   |                                        |
| 7th  | 2013年10月9日  | 終わらないミラクルの予感アルバム   | 11   |                                        |
| 8th  | 2015年5月13日  | サンボマスターとキミ               | 9    |                                        |
| 9th  | 2017年5月10日  | YES                                | 14   |                                        |
| 10th | 2023年11月15日 | ラブ&ピース!マスターピース!        | 30   |                                        |

#### ベストアルバム
|     | 発売日        | タイトル                      | 順位 | 備考                                               |
| --- | ------------- | ----------------------------- | ---- | -------------------------------------------------- |
| 1st | 2011年4月6日  | サンボマスター 究極ベスト     | 10   |                                                    |
| 2nd | 2023年7月26日 | “超”究極ベスト全員優勝Edition | TBA  | 前作「究極ベスト」に新たなコンテンツを加えた作品。 |

#### トリビュートアルバム
|     | 発売日        | タイトル                                          | 順位 | 備考 |
| --- | ------------- | ------------------------------------------------- | ---- | ---- |
| 1st | 2020年3月25日 | サンボマスター究極トリビュート ラブ フロム ナカマ | 19   |      |

### 映像作品
|     | 発売日         | タイトル                                                               |
| --- | -------------- | ---------------------------------------------------------------------- |
| 1st | 2005年11月2日  | 新しき日本語ロックを君に語りかける〜サンボマスター初期のライブ映像集〜 |
| 2nd | 2006年10月18日 | 新しき日本語ロックのビデオクリップ集                                   |
| 3rd | 2006年12月6日  | 僕と君の全ては日比谷野外音楽堂で唄え                                   |
| 4th | 2008年3月12日  | 世界ロック選抜ファイナル 全曲やって裏夏フェスをぶっ飛ばした日          |
| 5th | 2013年3月6日   | ロックンロール イズ ノットデッド、アンド ユー                          |
| 6th | 2018年9月12日  | 1st日本武道館 〜そのたてものに用がある〜                               |

### 参加作品
| 発売日         | タイトル                                                             | 規格品番                                        | 収録曲 |
| -------------- | -------------------------------------------------------------------- | ----------------------------------------------- | --- |
| 2002年6月20日  | REBEL ROCKERS Vol.1                                                  | GLR-6                                           | 7. 哀れなボブ急いでいけよ 8. 目が潰れちまうほど裏切り続けた                                                                                           |
| 2002年10月16日 | ATTACK                                                               | MSRK-4840                                       | 14. だんだん |
| 2003年7月9日   | Discover URC                                                         | IOCD-40033                                      | 13. 悩み多き者よ（メガマサヒデとサンボマスター） |
| 2003年8月20日  | E.V.Junkie                                                           | SRCL-5599                                       | 14. そのぬくもりに用がある |
| 2004年6月30日  | E.V. Junkie 2〜GuitarRocking〜                                       | SRCL-5719                                       | 9. つながり / サンボマスター 14. 愛しき日々-カントリーサッドバラードver.- / Alice meets サンボマスター                                                |
| 2004年9月1日   | 真心COVERS                                                           | KSCL-704                                        | 8. 拝啓、ジョン・レノン |
| 2004年9月23日  | 「恋の門」オリジナル・サウンドトラック                               | SRCL-5808                                       | 1. 月に咲く花のようになるの 2. 人はそれを情熱と呼ぶ 14. この世の果て〜koinomon short version〜 18. サンボマスターは週末にソウルインストをするのだの巻 |
| 2006年1月25日  | HIT STYLE DVD 〜BRAND NEW CLIPS〜                                    | MHBL-1048                                       | 11. 歌声よおこれ（ライブバージョン） |
| 2006年6月14日  | ROCK is LOFT : SHINJUKU LOFT 30th ANNIVERSARY                        | VICL-61931                                      | DISC2-15. そのぬくもりに用がある |
| 2006年8月2日   | NARUTO BEST HIT COLLECTION 2                                         | SVWC-7367                                       | 3. 青春狂騒曲 |
| 2006年12月20日 | TVアニメ 働きマン オリジナル・サウンドトラック                       | KSCL-1079                                       | 32. 歌声よおこれ |
| 2007年10月24日 | 奥田民生・カバーズ                                                   | SECL-563                                        | 1-6. 恋のかけら |
| 2008年4月9日   | ニッポンのロックを聴こう!                                            | MHCL-1322                                       | 14. 美しき人間の日々 |
| 2008年4月16日  | J-MOVIE SONGS                                                        | MHCL-1321                                       | 9. 愛しさと心の壁 |
| 2008年7月9日   | スプラッシュ！！                                                     | MHCL-1360                                       | 2. 世界はそれを愛と呼ぶんだぜ |
| 2010年4月21日  | ソラニン songbook                                                    | KSCL-1576                                       | 16. ベイビー優しい夜が来て |
| 2010年8月4日   | Fantastic Plastic Machine「VERSUS. "JAPANESE ROCK VS FPM"」          | AVCD-38079                                      | 22. 月に咲く花のようになるの |
| 2010年12月1日  | BLEACH BERRY BEST                                                    | SVWC-7729                                       | 5. 君を守って 君を愛して |
| 2011年1月26日  | 海月姫 オリジナル・サウンドトラック AMAZING AMARS！！                | KSCL-1689                                       | 26. きみのキレイに気づいておくれ (TV Version) |
| 2011年6月22日  | DJやついいちろう「ゴールデン・ヒッツ」                               | VIZL-422 VICL-63756                             | 7. 世界をかえさせておくれよ (きみのためにつよくなりたいバージョン)                                                                                    |
| 2013年7月24日  | MINMI「I LOVE」                                                      | UMCF-9634 UMCF-1095                             | 8. この世が闇だと言わないでおくれ feat.サンボマスター                                                                                                 |
| 2014年10月8日  | MONGOL800トリビュートアルバム「800TRIBUTE -champloo is the BEST!!-」 | HICC-3803                                       | 6.星の数月の数 |
| 2016年12月7日  | 銀杏BOYZトリビュートアルバム「きれいなひとりぼっちたち」             | UPCH-2105                                       | 6.NO FUTURE NO CRY |
| 2018年6月27日  | 京都大作戦2007-2017 10th ANNIVERSARY! 〜心ゆくまでご覧な祭〜         | DSKU-10622 DSKU-10623 UPXH-20066/7 UPBH-20214/7 | ロックンロール イズ ノットデッド |
| 2019年9月4日   | 真心ブラザーズ「トランタン」                                         | TKCA-74830 TKCA-74831 TKCA-74832                | 6.明日はどっちだ! with サンボマスター |

### 楽曲提供
- THE COLLECTORS「愛まで20マイル」（作詞・作曲・編曲）
- てれび戦士2012「恋する季節」（作詞・作曲・編曲・演奏）
- 竹達彩奈「永遠にキミのことを愛したいと言わせて」（作詞・作曲）
- nicoten「涙をふきなよ」（作詞・作曲）
- 関ジャニ∞「ふりむくわけにはいかないぜ」（作詞・作曲：山口隆）[24]
- 吉澤嘉代子「ものがたりは今日はじまるの」（作詞・作曲・編曲）
- ジャニーズWEST 「週刊うまくいく曜日」（作詞・作曲：山口隆）[25]
- VS魂 「New Again! Again and Again!」（作詞・作曲：山口隆）[26]
- ジャニーズWEST「しあわせの花」（作詞・作曲：山口隆）

## タイアップ一覧
| 使用年 | 曲名                                     | タイアップ                                                                                             |
| ------ | ---------------------------------------- | --- |
| 2003年 | そのぬくもりに用がある                   | NHK-FM『ミュージック・スクエア』2003年6・7月度オープニングテーマ                                       |
| 2003年 | さよならベイビー                         | テレビ朝日系『ぷらちなロンドンブーツ↑HIGH』7〜9月度エンディングテーマ                                  |
| 2004年 | 月に咲く花のようになるの                 | アスミック・エース配給映画『恋の門』主題歌                                                             |
| 2004年 | 青春狂騒曲                               | テレビ東京系アニメ『NARUTO -ナルト-』オープニングテーマ（第104話 - 第128話）                           |
| 2005年 | 歌声よおこれ                             | カルピス「カルピスウォーター」CMソング                                                                 |
| 2005年 | 世界はそれを愛と呼ぶんだぜ               | フジテレビ系木曜劇場『電車男』エンディングテーマ                                                       |
| 2005年 | あの鐘を鳴らすのはあなた                 | 日本コカ・コーラ「ジョージア」CMソング                                                                 |
| 2006年 | 手紙 ～来たるべき音楽として～            | フジテレビ系『魁!音楽番付』オープニングテーマ                                                          |
| 2006年 | 僕と君の全ては新しき歌で唄え             | リクルート「卒おめプロジェクト」CMソング                                                               |
| 2006年 | 歌声よおこれ                             | NHK教育テレビ『道徳ドキュメント』オープニングテーマ（2006年 - 2015年）                                 |
| 2006年 | 愛しさと心の壁                           | 松竹配給映画『花田少年史 幽霊と秘密のトンネル』主題歌                                                  |
| 2007年 | I Love You                               | 東京テアトル/オフィス北野配給映画『監督・ばんざい!』応援歌                                             |
| 2007年 | very special!!                           | 日本テレビ系『音楽戦士 MUSIC FIGHTER』7月オープニングテーマ                                            |
| 2007年 | 揺れるラブマンのテーマ                   | NTT東日本「LIVE ON フレッツ光」CMソング                                                                |
| 2007年 | 光のロック                               | 東宝配給アニメ映画『劇場版BLEACH The DiamondDust Rebellion もう一つの氷輪丸』主題歌                    |
| 2009年 | 君を守って 君を愛して                    | テレビ東京系アニメ『BLEACH』エンディングテーマ（第215話 - 第229話）                                    |
| 2009年 | 世界をかえさせておくれよ                 | 日本コカ・コーラ「い・ろ・は・す」CFソング                                                             |
| 2010年 | できっこないを やらなくちゃ              | 日産自動車「セレナ」CFソング（岩のぼり篇/パラグライダー篇）                                            |
| 2010年 | きみはともしび                           | 2010 スカパー!Jリーグ中継オフィシャルソング                                                            |
| 2010年 | 新しく光れ                               | 東京新聞TV-CMソング                                                                                    |
| 2010年 | あなたといきたい                         | 味の素®TV-CMソング                                                                                     |
| 2010年 | 傘にさせてくれ                           | LISMOオリジナルドラマ第14弾『ロス:タイム:ライフ～親子篇～』主題歌                                      |
| 2010年 | きみのキレイに気づいておくれ             | フジテレビ系アニメ"ノイタミナ"『海月姫』エンディングテーマ                                             |
| 2011年 | 希望の道                                 | フジテレビ系ドラマチック・サンデー『スクール!!』主題歌                                                 |
| 2013年 | ミラクルをキミとおこしたいんです         | 日本コカ・コーラ「い・ろ・は・す」CFソング                                                             |
| 2013年 | 孤独とランデブー                         | 映画『ゴッドタン キス我慢選手権 THE MOVIE』主題歌                                                      |
| 2014年 | 愛してる愛して欲しい                     | NHK BSプレミアム プレミアムよるドラマ『おわこんTV』主題歌                                              |
| 2014年 | 愛してる愛して欲しい                     | ロッテ「ONE TAB」CMソング                                                                              |
| 2015年 | 生きて生きて                             | クロックワークス配給映画『新選組オブ・ザ・デッド』主題歌                                               |
| 2015年 | 可能性                                   | 東宝配給映画『ビリギャル』主題歌                                                                       |
| 2015年 | 時間をとめるラブソング                   | フジテレビ系土ドラ『ブスと野獣』主題歌                                                                 |
| 2017年 | ハートコアパンク                         | テレビ朝日系『ワールドプロレスリング』4・5月度ファイティングミュージック                               |
| 2017年 | オレたちのすすむ道を悲しみで閉ざさないで | 日本テレビ系『バズリズム』5月オープニングテーマ                                                        |
| 2017年 | ラブソング                               | LINE Clova「クマとタヌキ」篇CMソング                                                                   |
| 2017年 | YES                                      | 映画『youth』主題歌                                                                                    |
| 2017年 | YES                                      | アシックスショートムービー「I MOVE ME」主題歌                                                          |
| 2017年 | このラブソングはパンクナンバー           | アシックスショートムービー「I MOVE ME」主題歌                                                          |
| 2018年 | 輝きだして走ってく                       | TBS系金曜ドラマ『チア☆ダン』主題歌                                                                     |
| 2018年 | できっこないを やらなくちゃ              | TBS系金曜ドラマ『チア☆ダン』イメージソング                                                             |
| 2018年 | できっこないを やらなくちゃ              | JR東日本グループ企業広告テーマソング                                                                   |
| 2019年 | 花束                                     | ハウスウェルネスフーズ「ウコンの力」CMソング                                                           |
| 2020年 | 忘れないで 忘れないで                    | テレビ東京系ドラマ24『浦安鉄筋家族』主題歌                                                             |
| 2020年 | はじまっていく たかまっていく            | テレビ東京系アニメ『BORUTO-ボルト- -NARUTO NEXT GENERATIONS-』オープニングテーマ                       |
| 2021年 | ヒューマニティ!                          | TBS系『ラヴィット!』テーマソング                                                                       |
| 2021年 | その景色を                               | パラスポーツ普及啓発映像『Be The HERO』コラボソング                                                    |
| 2022年 | ボクだけのもの                           | イオンエンターテイメント配給映画『Ribbon』主題歌                                                       |
| 2022年 | 花束                                     | Netflix『トークサバイバー!〜トークが面白いと生き残れるドラマ〜』主題歌                                 |
| 2023年 | ロックンロール イズ ノットデッド         | 小野薬品「新薬で未来をつくる」篇CMソング                                                               |
| 2023年 | ロックンロール イズ ノットデッド         | TBS「LOVE IT! ROCK」テーマソング                                                                       |
| 2023年 | Future is Yours                          | 東宝配給アニメ映画『しん次元! クレヨンしんちゃん THE MOVIE 超能力大決戦 〜とべとべ手巻き寿司〜』主題歌 |
| 2023年 | 笑っておくれ                             | Netflix『トークサバイバー2〜トークが面白いと生き残れるドラマ〜』主題歌                                 |
| 2024年 | 輝きだして走ってく                       | テレビユー福島『ステップ』テーマソング                                                                 |
| 2024年 | 自分自身                                 | フジテレビ系木曜劇場『ギークス〜警察署の変人たち〜』主題歌                                             |
| 2024年 | 稲妻                                     | Netflix『トークサバイバー! ラスト・オブ・ラフ』主題歌                                                  |
| 2025年 | とまどうほどに照らしてくれ               | サッポロビール「サッポロ生ビール黒ラベル」『大人エレベーターシリーズサンボマスター演奏篇』CMソング     |

## 書籍
- サンボマスター マスターブック （編集：サンボマスター、メディアファクトリー、2005年1月14日）
- そのぬくもりに用がある （言葉：山口隆、写真：平間至、角川学芸出版、2006年3月1日）
- サンボマスターは世界を変える （編集：ロッキング・オン、ロッキングオン、2006年8月2日）
- 叱り叱られ （山口隆、幻冬舎、2008年2月7日）
  - 山口がリスペクトする大御所ミュージシャンたちとの対談集。
  - 対談相手：山下達郎、大瀧詠一、岡林信康、ムッシュかまやつ、佐野元春、奥田民生

## 出演

### テレビ
- music Moove / 番組内コーナー（テレビ高知）
  - サンボマスターとゆかいなナガイたち（高知県内をテレビ高知のスタッフとドライブして様々なものを体験する番組内企画）
- 孤独のグルメ2021大晦日スペシャル〜激走！絶景絶品・年忘れロードムービー〜（テレビ東京）
  - 2021年12月31日 - ゲスト出演

### ラジオ
- 武井壮・サンボマスターのオレたちラジオ団（2018年4月1日 ‐ 2023年9月、JFN）

### 客演ミュージック・ビデオ
- LOW IQ 01「Thorn in My Side」（2019年）
- SiM「BASEBALL BAT」（2020年）

### CM
- サッポロビール 「サッポロ生ビール黒ラベル」（2025年）[58]

## エピソード
2005年3月、当時フジテレビ系列で放送されていたバラエティ番組『はねるのトびら』内で、かっこいい男を嫌うバンド「ブサンボマスター」として、レギュラー出演者の塚地武雅（ドランクドラゴン）、堤下敦（インパルス）、梶原雄太（キングコング）によってパロディの題材にされた。しかし、これがサンボマスター側のファンから批判を受け、サンボマスター本人達も抗議し、後にボーカルを演じる塚地は番組内で謝罪した。また、同バンドが同年8月31日に発売したCDシングル「言いたいことも言えずに」は、「ブサンボマスター」ではなく「塚地武雅・堤下敦・梶原雄太」名義となった。また、自分達はこのパロディに関与していないことやファンが怒っていることから、「やめてくれ!」と言ったと山口は語っている。